# Манам (вулкан)
Манам — активный вулкан на одноимённом острове, в Папуа — Новая Гвинея. Вулкан располагается в Новогвинейском море, в 13 км от северного побережья Новой Гвинеи. Административно территория входит в провинцию Маданг. Представляет собой базальтово-андезитовый стратовулкан. Наиболее раннее известные задокументированные данные об извержении вулкана относятся к 1616 году. Пирокластические потоки при извержениях доходят иногда до морского побережья. В 2004 году местное население в количестве 9000 человек было эвакуировано с острова на побережье из-за вновь начавшегося извержения. В настоящий момент на острове нет постоянного населения. Из животных в окрестностях вулкана можно встретить полинезийских крыс и малых лисиц.